# Essey-et-Maizerais
Essey-et-Maizerais és un municipi francès situat al departament de Meurthe i Mosel·la i a la regió del Gran Est. L'any 2007 tenia 380 habitants.

## Demografia

### Població
El 2007 la població de fet d'Essey-et-Maizerais era de 380 persones. Hi havia 140 famílies, de les quals 32 eren unipersonals (8 homes vivint sols i 24 dones vivint soles), 36 parelles sense fills, 64 parelles amb fills i 8 famílies monoparentals amb fills.
La població ha evolucionat segons el següent gràfic:
Habitants censats

### Habitatges
El 2007 hi havia 164 habitatges, 143 eren l'habitatge principal de la família, 4 eren segones residències i 17 estaven desocupats. 136 eren cases i 27 eren apartaments. Dels 143 habitatges principals, 108 estaven ocupats pels seus propietaris, 32 estaven llogats i ocupats pels llogaters i 4 estaven cedits a títol gratuït; 4 tenien dues cambres, 16 en tenien tres, 31 en tenien quatre i 93 en tenien cinc o més. 108 habitatges disposaven pel capbaix d'una plaça de pàrquing. A 58 habitatges hi havia un automòbil i a 69 n'hi havia dos o més.

### Piràmide de població
La piràmide de població per edats i sexe el 2009 era:
| Homes | Edats   | Dones |
| ----- | ------- | ----- |
| 0     | 95 o +  | 0     |
| 0     | 90 a 94 | 0     |
| 0     | 85 a 89 | 0     |
| 4     | 80 a 84 | 0     |
| 0     | 75 a 79 | 4     |
| 12    | 70 a 74 | 12    |
| 8     | 65 a 69 | 12    |
| 8     | 60 a 64 | 12    |
| 4     | 55 a 59 | 8     |
| 16    | 50 a 54 | 0     |
| 4     | 45 a 49 | 12    |
| 24    | 40 a 44 | 16    |
| 16    | 35 a 39 | 20    |
| 8     | 30 a 34 | 4     |
| 12    | 25 a 29 | 16    |
| 0     | 20 a 24 | 4     |
| 16    | 15 a 19 | 4     |
| 36    | 10 a 14 | 12    |
| 12    | 5 a 9   | 16    |
| 8     | 0 a 4   | 16    |

## Economia
El 2007 la població en edat de treballar era de 242 persones, 186 eren actives i 56 eren inactives. De les 186 persones actives 174 estaven ocupades (96 homes i 78 dones) i 12 estaven aturades (7 homes i 5 dones). De les 56 persones inactives 13 estaven jubilades, 20 estaven estudiant i 23 estaven classificades com a «altres inactius».

### Ingressos
El 2009 a Essey-et-Maizerais hi havia 146 unitats fiscals que integraven 390,5 persones, la mediana anual d'ingressos fiscals per persona era de 18.167 €.

### Activitats econòmiques
Dels 16 establiments que hi havia el 2007, 1 era d'una empresa de fabricació de material elèctric, 3 d'empreses de construcció, 7 d'empreses de comerç i reparació d'automòbils, 2 d'empreses de transport, 1 d'una empresa immobiliària i 2 d'empreses de serveis.
Dels 3 establiments de servei als particulars que hi havia el 2009, 1 era un taller de reparació d'automòbils i de material agrícola, 1 fusteria i 1 lampisteria.
Dels 3 establiments comercials que hi havia el 2009, 2 eren botiges de menys de 120 m² i 1 un drogueria.
L'any 2000 a Essey-et-Maizerais hi havia 9 explotacions agrícoles que ocupaven un total de 1.015 hectàrees.

## Equipaments sanitaris i escolars
El 2009 hi havia una escola elemental.

## Poblacions més properes
El següent diagrama mostra les poblacions més properes.